# 新扎季基
50°35′57″N 28°50′26″E / 50.59917°N 28.84056°E
新扎季基（烏克蘭語：Нові Жадьки）是烏克蘭北部的村莊，隸屬日托米爾州的日托米爾區。該村始建於1626年，面積0.68平方公里，海拔高度199米，2001年人口102，人口密度每平方公里149.12人。